# 埼玉県立秩父農工科学高等学校
埼玉県立秩父農工科学高等学校（さいたまけんりつ ちちぶのうこうかがくこうとうがっこう）は、埼玉県秩父市大野原にある男女共学の県立職業高等学校。農業系、工業系、家庭系の各学科をかかえる。

## 沿革

### 埼玉県立秩父農工高等学校
- 1900年（明治33年） - 前身の秩父郡立乙種農業学校開校
- 1903年（明治36年） - 秩父郡立農業学校に改称
- 1919年（大正 8年） - 秩父郡立農林学校に改称
- 1921年（大正10年） - 埼玉県に移管
- 1948年（昭和23年） - 学制改革により埼玉県立秩父農業高等学校に改称
- 1955年（昭和30年） - 埼玉県立秩父農工高等学校に改称
- 1965年（昭和40年） - 現在地に移転（旧校地は、現在西武秩父駅）
- 1969年（昭和44年） - 校歌制定
- 1996年（平成 8年） - 情報機械システム専攻科設置
- 2001年（平成13年） - 生活技術科を男女共学とする

### 埼玉県立秩父東高等学校
1965年（昭和40年） - 埼玉県立秩父東高等学校開校

### 埼玉県立秩父農工科学高等学校
2005年（平成17年）　埼玉県立秩父農工高等学校と埼玉県立秩父東高等学校を統合し、秩父農工高校の旧校地に開校。
2013年（平成25年） - 全日制の工業系学科を再編、電気科・機械科・電子機械科の募集を打ち切り、本年度より電気システム科・機械システム科が設置される。

## クラブ
- ソフトボール部
- バレーボール部
- バスケットボール部
- スケート部
- 山岳部（県内強豪）
- ハンドボール部
- サッカー部
- 陸上競技部
- ソフトテニス部
- 野球部
- 相撲部
- 柔道部
- 剣道部
- 弓道部
- 卓球部
- 美術部
- 秩父屋台囃子保存部
- 無線電気部
- 演劇部
- 科学部
- 放送部
- 吹奏楽部
- コーラス部
- 愛鳥部
- 生茶部
- 書道部
- 写真部

同好会
- バドミントン同好会
- ボランティア同好会
- 英語研究同好会
- 図書同好会

## 著名な出身者
- 田上明（プロレス）
- 若秩父高明（中退、相撲）
- 剣武輝希（相撲）
- 設楽岩久（元東北財務局長）
- 設楽統（バナナマン）
- 橋本稜（スクールゾーン）
- 神山健治（アニメーション監督）
- 引間克幸（野球）
- 板倉康弘（野球）
- 青葉昌幸（陸上競技）
- 井上純一 (スピードスケート選手)

## 交通
大野原駅より徒歩7分